# Girona Futbol Club 2024-2025
Questa voce raccoglie le informazioni riguardanti il Girona Futbol Club nelle competizioni ufficiali della stagione 2024-2025.

## Maglie e sponsor
| Casa | Trasferta | Terza maglia |

## Rosa
Aggiornata al 1º febbraio 2025.
| N. |                        | Ruolo | Calciatore                  |
| -- | ---------------------- | ----- | --------------------------- |
| 1  | Spagna (bandiera)      | P     | Juan Carlos                 |
| 3  | Spagna (bandiera)      | C     | Miguel Gutiérrez            |
| 4  | Spagna (bandiera)      | D     | Arnau Martínez              |
| 5  | Spagna (bandiera)      | C     | David López                 |
| 6  | Paesi Bassi (bandiera) | C     | Donny van de Beek           |
| 7  | Uruguay (bandiera)     | A     | Cristhian Stuani (capitano) |
| 8  | Ucraina (bandiera)     | C     | Viktor Tsygankov            |
| 9  | Spagna (bandiera)      | A     | Abel Ruiz                   |
| 10 | Colombia (bandiera)    | A     | Yaser Asprilla              |
| 11 | Spagna (bandiera)      | C     | Valery Fernández            |
| 11 | Paesi Bassi (bandiera) | A     | Arnaut Danjuma              |
| 12 | Brasile (bandiera)     | C     | Arthur                      |
| 13 | Argentina (bandiera)   | P     | Paulo Gazzaniga             |
| 14 | Spagna (bandiera)      | C     | Oriol Romeu                 |

| N. |                               | Ruolo | Calciatore        |
| -- | ----------------------------- | ----- | ----------------- |
| 15 | Spagna (bandiera)             | D     | Juanpe            |
| 16 | Spagna (bandiera)             | D     | Alejandro Francés |
| 17 | Paesi Bassi (bandiera)        | D     | Daley Blind       |
| 18 | Rep. Ceca (bandiera)          | D     | Ladislav Krejčí   |
| 19 | Macedonia del Nord (bandiera) | A     | Bojan Miovski     |
| 20 | Spagna (bandiera)             | A     | Bryan Gil         |
| 21 | Venezuela (bandiera)          | C     | Yangel Herrera    |
| 22 | Colombia (bandiera)           | D     | Jhon Solís        |
| 23 | Spagna (bandiera)             | C     | Iván Martín       |
| 24 | Spagna (bandiera)             | A     | Portu             |
| 25 | Spagna (bandiera)             | P     | Pau López         |
| 27 | Paesi Bassi (bandiera)        | C     | Gabriel Misehouy  |
| 29 | Corea del Sud (bandiera)      | A     | Kim Min-soo       |

## Calciomercato

### Sessione estiva
| Acquisti         | Acquisti          | Acquisti            | Acquisti                   |
| R.               | Nome              | da                  | Modalità                   |
| ---------------- | ----------------- | ------------------- | -------------------------- |
| A                | Yaser Asprilla    | Watford             | definitivo (18 milioni €)  |
| A                | Abel Ruiz         | Braga               | definitivo (9 milioni €)   |
| D                | Ladislav Krejčí   | Sparta Praga        | definitivo (8 milioni €)   |
| D                | Bojan Miovski     | Aberdeen            | definitivo (4,9 milioni €) |
| D                | Alejandro Francés | Real Saragozza      | definitivo (3,5 milioni €) |
| C                | Donny van de Beek | Manchester Utd      | definitivo (500 mila €)    |
| A                | Gabriel Misehouy  | Ajax                | gratuito                   |
| A                | Bryan Gil         | Tottenham           | prestito                   |
| A                | Arnaut Danjuma    | Villarreal          | prestito                   |
| P                | Pau López         | Olympique Marsiglia | prestito                   |
| D                | Oriol Romeu       | Barcellona          | prestito                   |
| Altre operazioni |                   |                     |                            |
| R.               | Nome              | da                  | Modalità                   |
| A                | Gabri Martínez    | Mirandés            | fine prestito              |
| A                | Ilyas Chaira      | Mirandés            | fine prestito              |
| A                | Manu Vallejo      | Real Saragozza      | fine prestito              |
| A                | Pau Víctor        | Barcellona Atlètic  | fine prestito              |
| D                | Alexander Callens | AEK Atene           | fine prestito              |
| D                | Ibrahima Kébé     | Mirandés            | fine prestito              |
| A                | Arnau Ortiz       | FC Cartagena        | fine prestito              |
| A                | Óscar Ureña       | Leganés             | fine prestito              |
| C                | Álex Sala         | Córdoba             | fine prestito              |

| Cessioni         | Cessioni          | Cessioni           | Cessioni                    |
| R.               | Nome              | a                  | Modalità                    |
| ---------------- | ----------------- | ------------------ | --------------------------- |
| A                | Artem Dovbyk      | Roma               | definitivo (30,5 milioni €) |
| C                | Aleix García      | Bayer Leverkusen   | definitivo (18 milioni €)   |
| A                | Iker Almena       | Al-Qadisiya        | definitivo (5 milioni €)    |
| A                | Pau Víctor        | Barcellona         | definitivo (2,7 milioni €)  |
| D                | Alexander Callens | AEK Atene          | definitivo (300 mila €)     |
| A                | Gabri Martínez    | Braga              | gratuito                    |
| A                | Toni Villa        | Eibar              | gratuito                    |
| A                | Arnau Ortiz       | Śląsk Breslavia    | gratuito                    |
| C                | Álex Sala         | Córdoba            | gratuito                    |
| A                | Óscar Ureña       | Barcellona Atlètic | n.d.                        |
| A                | Valery Fernández  | Maiorca            | prestito                    |
| A                | Ilyas Chaira      | Real Oviedo        | prestito                    |
| D                | Ibrahima Kébé     | Lommel             | prestito                    |
| P                | Toni Fuidias      | FC Cartagena       | prestito                    |
| A                | Joel Roca         | Mirandés           | prestito                    |
| C                | Borja García      |                    | svincolato                  |
| Altre operazioni |                   |                    |                             |
| R.               | Nome              | da                 | Modalità                    |
| A                | Savinho           | Troyes             | fine prestito               |
| D                | Yan Couto         | Manchester City    | fine prestito               |
| D                | Eric García       | Barcellona         | fine prestito               |
| C                | Pablo Torre       | Barcellona         | fine prestito               |

### Sessione invernale
| Acquisti         | Acquisti | Acquisti | Acquisti |
| R.               | Nome     | da       | Modalità |
| ---------------- | -------- | -------- | -------- |
| C                | Arthur   | Juventus | prestito |
| Altre operazioni |          |          |          |
| R.               | Nome     | da       | Modalità |

| Cessioni         | Cessioni  | Cessioni            | Cessioni      |
| R.               | Nome      | a                   | Modalità      |
| ---------------- | --------- | ------------------- | ------------- |
| P                | Pau López | Olympique Marsiglia | fine prestito |
| Altre operazioni |           |                     |               |
| R.               | Nome      | da                  | Modalità      |

## Risultati

### Primera División

#### Girone di andata
| Arbitro: | Ortiz Arias |

|           |           |              |
| Bartra 6’ | Marcatori | 72’ Misehouy |

| Arbitro: | Martínez Munuera |

|                                          |           |  |
| Griezmann 39’ M. Llorente 48’ Koke 90+4’ | Marcatori |  |

| Arbitro: | Hernández Maeso |

|                                              |           |  |
| Gil 34’ Tsygankov 53’ A. Ruiz 56’ Stuani 90’ | Marcatori |  |

| Arbitro: | Sánchez Martínez |

|  |           |                               |
|  | Marcatori | 41’ Martín 73’ (rig.) A. Ruiz |

| Arbitro: | Muñiz Ruiz |

|            |           |                                   |
| Stuani 80’ | Marcatori | 30’, 37’ Yamal 47’ Olmo 64’ Pedri |

| Arbitro: | Hernández Hernández |

|                          |           |  |
| Rioja 56’ Dani Gómez 58’ | Marcatori |  |

| Girona 25 settembre 2024, ore 19:00 CEST 7ª giornata | Girona          | 0 – 0 referto | Rayo Vallecano | Stadio Montilivi (12 272 spett.)\| Arbitro: \| Munuera Montero \| |
| Arbitro:                                             | Munuera Montero |               |                |                                                                   |

| Arbitro: | De Burgos Bengoetxea |

|                |           |             |
| Iago Aspas 81’ | Marcatori | 38’ Herrera |

| Arbitro: | Pulido Santana |

|                                  |           |            |
| Asprilla 39’ Stuani 90+9’ (rig.) | Marcatori | 41’ Sancet |

| Arbitro: | Soto Grado |

|  |           |               |
|  | Marcatori | 44’ Oyarzabal |

| Arbitro: | Quintero González |

|           |           |  |
| Muñoz 42’ | Marcatori |  |

| Arbitro: | Busquets Ferrer |

|                                                                     |           |                              |
| M. Gutiérrez 21’ Arnau 31’ Stuani 62’ (rig.) S. González 73’ (aut.) | Marcatori | 24’ Tapia 41’ Cruz 77’ Munir |

| Arbitro: | Munuera Montero |

|  |           |                |
|  | Marcatori | 42’ Y. Herrera |

| Arbitro: | Hernández Hernández |

|                                    |           |           |
| Gil 4’ Miovski 16’, 21’ Krejčí 27’ | Marcatori | 55’ Puado |

| Arbitro: | Ortiz Arias |

|                     |           |                              |
| Barry 23’ Baena 46’ | Marcatori | 66’ Van de Beek 90+7’ Krejčí |

| Arbitro: | Gil Manzano |

|  |           |                                     |
|  | Marcatori | 36’ Bellingham 55’ Güler 62’ Mbappé |

| Arbitro: | Hernández Maeso |

|                |           |                |
| Larin 20’, 51’ | Marcatori | 7’ Van de Beek |

| Arbitro: | González Fuertes |

|                                      |           |  |
| D. López 31’ A. Ruiz 39’ Danjuma 81’ | Marcatori |  |

| Arbitro: | Busquets Ferrer |

|  |           |             |
|  | Marcatori | 90+1’ Solís |

#### Girone di ritorno
| Arbitro: | Martínez Munuera |

|           |           |                        |
| Arnau 36’ | Marcatori | 59’ Saúl 88’ Lukebakio |

| Arbitro: | De Mera Escuderos |

|                |           |         |
| Nteka 80’, 83’ | Marcatori | 58’ Gil |

| Arbitro: | Melero López |

|                         |           |                 |
| A. Ruiz 8’ Asprilla 79’ | Marcatori | 82’ Fábio Silva |

| Arbitro: | Sánchez Martínez |

|                               |           |  |
| Sancet 42’ (rig.), 45+1’, 79’ | Marcatori |  |

| Arbitro: | Quintero González |

|                |           |                           |
| Y. Herrera 54’ | Marcatori | 3’ Uche 62’ Borja Mayoral |

| Arbitro: | Cuadra Fernández |

|                         |           |  |
| Modrić 41’ Vinícius 83’ | Marcatori |  |

| Arbitro: | Ortiz Arias |

|                              |           |                                 |
| Tsygankov 21’ Y. Herrera 68’ | Marcatori | 36’ Losada 51’ (rig.) M. Alonso |

| Arbitro: | Cordero Vega |

|           |           |                   |
| Jofre 49’ | Marcatori | 88’ (rig.) Stuani |

| Arbitro: | Munuera Montero |

|            |           |              |
| Stuani 64’ | Marcatori | 58’ D. López |

| Arbitro: | Pulido Santana |

|                                                   |           |             |
| Krejčí 43’ (aut.) Lewandowski 61’, 77’ Torres 86’ | Marcatori | 53’ Danjuma |

| Arbitro: | Muñiz Ruiz |

|  |           |                |
|  | Marcatori | 61’ C. Vicente |

| Arbitro: | González Fuertes |

|                        |           |                |
| Budimir 38’ Ibáñez 79’ | Marcatori | 90+6’ Asprilla |

| Arbitro: | Hernández Hernández |

|            |           |                               |
| Stuani 85’ | Marcatori | 6’ Johnny 39’ Antony 42’ Isco |

| Arbitro: | Martínez Munuera |

|             |           |            |
| Munir 90+2’ | Marcatori | 54’ Stuani |

| Arbitro: | Melero López |

|            |           |  |
| Stuani 10’ | Marcatori |  |

| Arbitro: | De Mera Escuderos |

|  |           |           |
|  | Marcatori | 89’ Eyong |

| Arbitro: | Quintero González |

|  |           |            |
|  | Marcatori | 80’ Stuani |

| Arbitro: | Ortiz Arias |

|                                                      |           |                      |
| P. Marín 5’ Oyarzabal 20’ (rig.) Mariezkurrena 90+1’ | Marcatori | 10’ Stuani 77’ Portu |

| Arbitro: | Gil Manzano |

|  |           |                                     |
|  | Marcatori | 68’, 90’, 90+3’ Sørloth 87’ Lenglet |

### Coppa di Spagna
| Arbitro: | Munuera Montero |

|  |           |                                    |
|  | Marcatori | 12’ Gil 58’, 62’ Miovski 76’ Arnau |

| Arbitro: | De Burgos Bengoetxea |

|                                                 |                      |                                           |
| Caballero Madrazo J. Aguero E. Moreno Iribarren | Tiri di rigore 4 – 3 | Van de Beek A. Ruiz Danjuma Juanpe Stuani |

### UEFA Champions League

#### Fase campionato
| Arbitro: | Siebert |

|                      |           |  |
| Gazzaniga 90’ (aut.) | Marcatori |  |

| Arbitro: | Schnyder |

|                              |           |                                                  |
| D. López 19’ Van de Beek 73’ | Marcatori | 23’ (aut.) Herrera 33’ Milambo 79’ (aut.) Krejčí |

| Arbitro: | Feșnic |

|                             |           |  |
| M. Gutiérrez 42’ Juanpe 73’ | Marcatori |  |

| Arbitro: | Michael Oliver |

|                                                         |           |  |
| Flamingo 16’ Tillman 33’ Bakayoko 83’ Krejčí 88’ (aut.) | Marcatori |  |

| Arbitro: | Saggi |

|             |           |  |
| Biereth 59’ | Marcatori |  |

| Arbitro: | Bastien |

|  |           |                  |
|  | Marcatori | 63’ (rig.) Salah |

| Arbitro: | Stieler |

|          |           |  |
| Leão 37’ | Marcatori |  |

| Arbitro: | Mariani |

|             |           |                                 |
| Danjuma 28’ | Marcatori | 38’ (rig.) Jorginho 42’ Nwaneri |

## Statistiche finali

### Statistiche di squadra
| Competizione     | Punti | In casa | In casa | In casa | In casa | In casa | In casa | In trasferta | In trasferta | In trasferta | In trasferta | In trasferta | In trasferta | Totale | Totale | Totale | Totale | Totale | Totale | DR  |
| Competizione     | Punti | G       | V       | N       | P       | Gf      | Gs      | G            | V            | N            | P            | Gf           | Gs           | G      | V      | N      | P      | Gf     | Gs     | DR  |
| ---------------- | ----- | ------- | ------- | ------- | ------- | ------- | ------- | ------------ | ------------ | ------------ | ------------ | ------------ | ------------ | ------ | ------ | ------ | ------ | ------ | ------ | --- |
| Liga             | 41    | 19      | 7       | 3       | 9       | 27      | 30      | 19           | 4            | 5            | 10           | 17           | 30           | 38     | 11     | 8      | 19     | 44     | 60     | -16 |
| Coppa del Re     | -     |         |         |         |         |         |         | 2            | 1            | 1            | 0            | 4            | 0            | 2      | 1      | 1      | 0      | 4      | 0      | +4  |
| Champions League | 3     | 4       | 1       | 0       | 3       | 5       | 6       | 4            | 0            | 0            | 4            | 0            | 7            | 8      | 1      | 0      | 7      | 5      | 13     | -8  |
| Totale           | -     | 23      | 8       | 3       | 12      | 32      | 36      | 24           | 5            | 5            | 14           | 20           | 36           | 48     | 13     | 9      | 26     | 53     | 73     | -20 |

### Andamento in campionato
| Giornata  | 1  | 2  | 3 | 4 | 5 | 6  | 7  | 8  | 9  | 10 | 11 | 12 | 13 | 14 | 15 | 16 | 17 | 18 | 19 | 20 | 21 | 22 | 23 | 24 | 25 | 26 | 27 | 28 | 29 | 30 | 31 | 32 | 33 | 34 | 35 | 36 | 37 | 38 |
| --------- | -- | -- | - | - | - | -- | -- | -- | -- | -- | -- | -- | -- | -- | -- | -- | -- | -- | -- | -- | -- | -- | -- | -- | -- | -- | -- | -- | -- | -- | -- | -- | -- | -- | -- | -- | -- | -- |
| Luogo     | T  | T  | C | T | C | T  | C  | T  | C  | C  | T  | C  | T  | C  | T  | C  | T  | C  | T  | C  | T  | C  | T  | C  | T  | C  | T  | C  | T  | C  | T  | C  | T  | C  | C  | T  | T  | C  |
| Risultato | N  | P  | V | V | P | P  | N  | N  | V  | P  | P  | V  | V  | V  | N  | P  | P  | V  | V  | P  | P  | V  | P  | P  | P  | N  | N  | N  | P  | P  | P  | P  | N  | V  | P  | V  | P  | P  |
| Posizione | 15 | 18 | 8 | 5 | 9 | 12 | 12 | 12 | 11 | 12 | 13 | 12 | 10 | 7  | 8  | 9  | 10 | 8  | 8  | 8  | 8  | 7  | 8  | 10 | 13 | 13 | 13 | 13 | 13 | 14 | 16 | 16 | 16 | 15 | 15 | 13 | 15 | 16 |

### Andamento in Champions League
| Giornata  | 1  | 2  | 3  | 4  | 5  | 6  | 7  | 8  |
| --------- | -- | -- | -- | -- | -- | -- | -- | -- |
| Luogo     | T  | C  | C  | T  | T  | C  | T  | C  |
| Risultato | P  | P  | V  | P  | P  | P  | P  | P  |
| Posizione | 26 | 30 | 24 | 29 | 29 | 32 | 31 | 33 |

### Statistiche dei giocatori
Sono in corsivo i calciatori che hanno lasciato la società a stagione in corso 
| Giocatore        | Liga     | Liga | Liga        | Liga       | Coppa del Re | Coppa del Re | Coppa del Re | Coppa del Re | Champions League | Champions League | Champions League | Champions League | Totale   | Totale | Totale      | Totale     |
| Giocatore        | Presenze | Reti | Ammonizioni | Espulsioni | Presenze     | Reti         | Ammonizioni  | Espulsioni   | Presenze         | Reti             | Ammonizioni      | Espulsioni       | Presenze | Reti   | Ammonizioni | Espulsioni |
| ---------------- | -------- | ---- | ----------- | ---------- | ------------ | ------------ | ------------ | ------------ | ---------------- | ---------------- | ---------------- | ---------------- | -------- | ------ | ----------- | ---------- |
| I. Almena        | 2        | 0    | 0           | 0          | 0            | 0            | 0            | 0            | 0                | 0                | 0                | 0                | 2        | 0      | 0           | 0          |
| Arthur           | 15       | 0    | 2           | 0          | 0            | 0            | 0            | 0            | 0                | 0                | 0                | 0                | 15       | 0      | 2           | 0          |
| Y. Asprilla      | 27       | 3    | 2           | 0          | 0            | 0            | 0            | 0            | 6                | 0                | 1                | 0                | 33       | 3      | 3           | 0          |
| P. Ba            | 1        | 0    | 0           | 0          | 1            | 0            | 0            | 0            | 0                | 0                | 0                | 0                | 2        | 0      | 0           | 0          |
| D. Blind         | 34       | 0    | 2           | 0          | 2            | 0            | 0            | 0            | 4                | 0                | 0                | 0                | 40       | 0      | 2           | 0          |
| Juan Carlos      | 0        | -0   | 0           | 0          | 1            | -0           | 0            | 0            | 0                | -0               | 0                | 0                | 1        | -0     | 0           | 0          |
| S. Clua          | 4        | 0    | 0           | 0          | 2            | 0            | 0            | 0            | 1                | 0                | 0                | 0                | 7        | 0      | 0           | 0          |
| A. Danjuma       | 25       | 2    | 2           | 0          | 2            | 0            | 0            | 0            | 7                | 1                | 1                | 0                | 34       | 3      | 3           | 0          |
| A. Francés       | 18       | 0    | 2           | 0          | 1            | 0            | 0            | 0            | 6                | 0                | 2                | 0                | 25       | 0      | 4           | 0          |
| P. Gazzaniga     | 36       | -51  | 4           | 0          | 0            | 0            | 0            | 0            | 7                | -11              | 1                | 0                | 43       | -62    | 5           | 0          |
| B. Gil           | 25       | 3    | 4           | 0          | 1            | 1            | 0            | 0            | 6                | 0                | 3                | 0                | 32       | 4      | 7           | 0          |
| M. Gutiérrez     | 29       | 1    | 4           | 0          | 1            | 0            | 0            | 0            | 6                | 1                | 0                | 0                | 36       | 2      | 4           | 0          |
| Y. Herrera       | 29       | 4    | 10          | 1          | 0            | 0            | 0            | 0            | 5                | 0                | 1                | 0                | 34       | 4      | 11          | 1          |
| A. Jastin        | 0        | 0    | 0           | 0          | 1            | 0            | 0            | 0            | 1                | 0                | 0                | 0                | 2        | 0      | 0           | 0          |
| Juanpe           | 12       | 0    | 2           | 0          | 2            | 0            | 1            | 0            | 5                | 1                | 0                | 0                | 19       | 1      | 3           | 0          |
| V. Krapyvtsov    | 2        | -7   | 0           | 0          | 0            | 0            | 0            | 0            | 0                | 0                | 0                | 0                | 2        | -7     | 0           | 0          |
| M-s. Kim         | 3        | 0    | 0           | 0          | 2            | 0            | 0            | 0            | 1                | 0                | 0                | 0                | 6        | 0      | 0           | 0          |
| L. Krejčí        | 28       | 2    | 8           | 0          | 1            | 0            | 0            | 0            | 7                | 0                | 1                | 0                | 36       | 2      | 9           | 0          |
| D. López         | 29       | 1    | 4           | 0          | 1            | 0            | 0            | 0            | 5                | 1                | 1                | 0                | 35       | 2      | 5           | 0          |
| P. López         | 1        | -2   | 0           | 0          | 1            | -0           | 0            | 0            | 1                | -2               | 0                | 0                | 3        | -4     | 0           | 0          |
| I. Martín        | 32       | 1    | 1           | 0          | 1            | 0            | 1            | 0            | 7                | 0                | 2                | 0                | 40       | 1      | 4           | 0          |
| Arnau            | 32       | 2    | 3           | 0          | 1            | 1            | 0            | 0            | 5                | 0                | 3                | 1                | 38       | 3      | 6           | 1          |
| R. Martínez      | 0        | 0    | 0           | 0          | 1            | 0            | 0            | 0            | 0                | 0                | 0                | 0                | 1        | 0      | 0           | 0          |
| G. Misehouy      | 9        | 1    | 0           | 0          | 2            | 0            | 1            | 0            | 0                | 0                | 0                | 0                | 11       | 1      | 1           | 0          |
| B. Miovski       | 17       | 2    | 0           | 0          | 1            | 2            | 0            | 0            | 4                | 0                | 0                | 0                | 22       | 4      | 0           | 0          |
| O. Romeu         | 25       | 0    | 5           | 0          | 0            | 0            | 0            | 0            | 6                | 0                | 2                | 0                | 31       | 0      | 7           | 0          |
| Portu            | 27       | 1    | 4           | 0          | 1            | 0            | 0            | 0            | 5                | 0                | 2                | 0                | 33       | 1      | 6           | 0          |
| A. Ruiz          | 23       | 4    | 3           | 0          | 1            | 0            | 0            | 0            | 3                | 0                | 0                | 0                | 27       | 4      | 3           | 0          |
| F. Ruiz          | 1        | 0    | 0           | 0          | 0            | 0            | 0            | 0            | 0                | 0                | 0                | 0                | 1        | 0      | 0           | 0          |
| J. Solís         | 19       | 1    | 3           | 0          | 1            | 0            | 0            | 0            | 5                | 0                | 0                | 0                | 25       | 1      | 3           | 0          |
| C. Stuani        | 32       | 11   | 3           | 0          | 1            | 0            | 0            | 0            | 8                | 0                | 3                | 0                | 41       | 11     | 6           | 0          |
| V. Tsygankov     | 27       | 2    | 1           | 0          | 0            | 0            | 0            | 0            | 5                | 0                | 0                | 0                | 32       | 2      | 1           | 0          |
| D. van de Beek   | 26       | 2    | 5           | 0          | 2            | 0            | 1            | 0            | 7                | 1                | 1                | 0                | 35       | 3      | 7           | 0          |
| A. Yaakobishvili | 0        | 0    | 0           | 0          | 1            | 0            | 0            | 0            | 1                | 0                | 1                | 0                | 2        | 0      | 1           | 0          |